# Guaro
Guaro – gmina w Hiszpanii, w prowincji Malaga, w Andaluzji, o powierzchni 22,39 km². W 2011 roku gmina liczyła 2289 mieszkańców.